# Radio 2Go
Radio 2Go (Eigenschreibweise: Radio 2Go.ch) ist ein privater Hörfunksender mit Sitz in Brugg im Kanton Aargau. Das Programm wird über DAB+ in den Regionen Aargau, Solothurn und Südostschweiz ausgestrahlt und ist zusätzlich als Internetstream verfügbar. Seit Januar 2025 betreibt der Sender auch eine eigene Liechtenstein-Edition.

## Geschichte
Der Sender wurde von dem Wirtschaftsinformatiker und Politiker Reto Wettstein gegründet. Das Studio befindet sich in einem Einzimmerstudio nahe dem Bahnhof Brugg. Von Beginn an setzte Radio 2Go ausschliesslich auf die digitale Verbreitung via DAB+ und verzichtete auf eine UKW-Frequenz. Ziel war es, im Zuge der ursprünglich geplanten UKW-Abschaltung neue digitale Radioformate zu etablieren.
Am 17. Januar 2025 startete mit Radio 2Go Liechtenstein eine eigenständige Ausgabe für das Fürstentum. Die Morgenshow mit den Moderatoren Michel Erismann und Katja Langenbahn wird aus einem Homestudio in Planken produziert.

## Programm
Das Programm von Radio 2Go besteht hauptsächlich aus Musik und kurzen Beiträgen, die weitgehend automatisiert zusammengestellt werden. Live-Moderationen finden punktuell statt und werden ausgebaut. Thematisch richtet sich das Programm an ein Publikum über 35 Jahre und behandelt vor allem Freizeit- und Kulturthemen. Der Slogan lautet «Schweizweit Freizeit».
Die Liechtenstein-Ausgabe setzt zusätzlich auf lokale Inhalte: Neben Nachrichten und Kulturthemen werden auch politische Diskussionen, Talksendungen und unterhaltsame Elemente ausgestrahlt. Besonderheit der Morgenshow ist die lockere Aufmachung, zu der auch ein Studiohund gehört.

## Geschäftsmodell
Radio 2Go finanziert sich über Werbung und Sponsoring. Darüber hinaus werden begleitende Dienstleistungen angeboten, darunter IT-Lösungen für ‘’‘Customer-Relationship-Management (CRM)’’’ sowie eine eigene Jobplattform. Der Sender versteht sich als Teil eines grösseren Unternehmensnetzwerks, bei dem das Radio die emotionale Komponente darstellt.

## Politischer Kontext
Radio 2Go ist Mitglied im Verband ’‘Unikom’’ (Union nicht kommerzieller Lokalradios). Gründer Reto Wettstein kritisierte mehrfach die Entscheidung des Bundesrates, die UKW-Abschaltung bis Ende 2026 zu verschieben. Er sprach von einer «Marktverzerrung» zugunsten etablierter Sender, da reine DAB+-Anbieter wie Radio 2Go dadurch benachteiligt würden.

## Verbreitung
- DAB+: Im Multiplex ’‘DIG D04 (Aargau–Olten, Block 5D)’’ mit 72 kbit/s sowie im Südostschweiz-Block.
- Internet: Livestream über die Website radio2go.fm sowie über Apps wie den Swiss Radioplayer.
- Liechtenstein: Über DAB+ im Oberland sowie ebenfalls online.

## Kritik und Einordnung
In der Presse wurde Radio 2Go als Beispiel für neue, kleine Radios in der Schweiz beschrieben, die versuchen, mit schlanken Strukturen und digitaler Technik eine Nische zu besetzen. 